# Polygon (grafika)

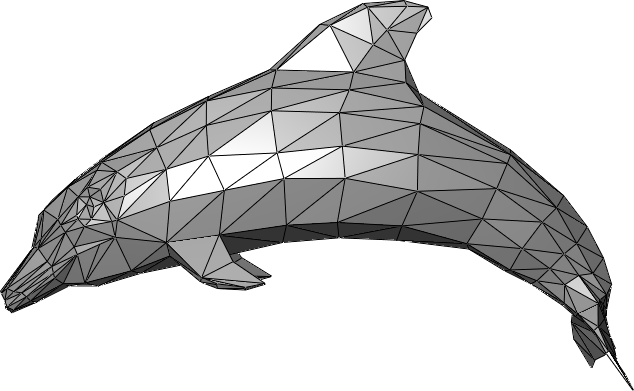
Příklad polygonové sítě. Ilustrace delfína reprezentovaného trojúhelníky.

Polygony se používají jako jedna ze součástí 3D počítačového modelu. Společně s vertexy, hranami, stranami, povrchy vykreslují a zobrazují 3D model. Vykreslování polygonového modelu je méně náročné na vykreslení než plně vystínovaného modelu, a proto se používá hlavně při editaci 3D modelu, kdy by dlouhé vykreslovací (renderovací) časy zpomalovaly práci.